# Bahnhof Ahlen (Westfalen)

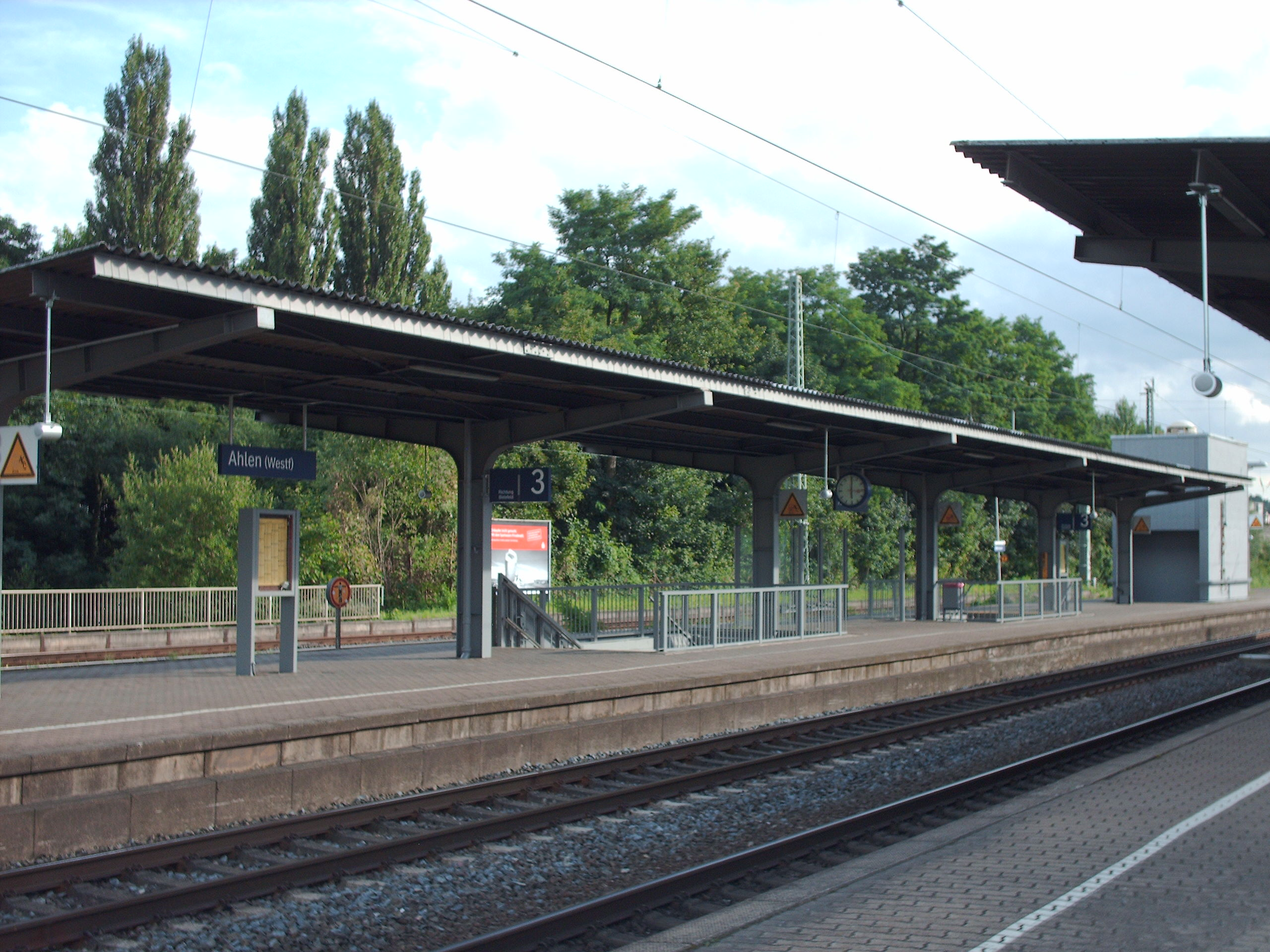
Bahnsteig Gleis 3 in Richtung Bielefeld, dahinter die Durchgangsgleise für den Güterverkehr und der Behelfsbahnsteig am Gleis 6, im Vordergrund Gleis 2 in Richtung Hamm (2008)

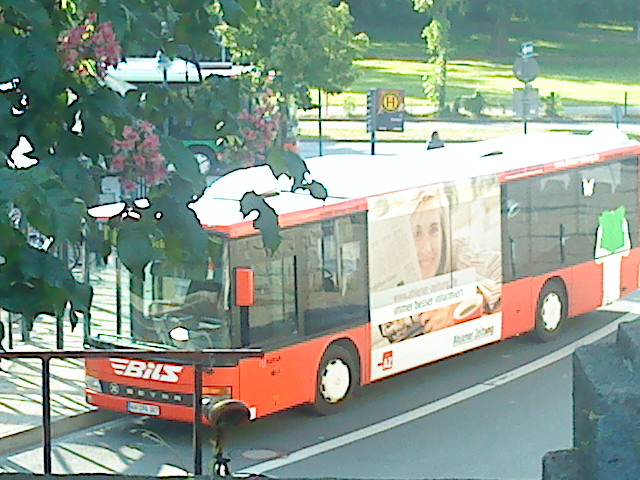
Buslinie C6 am Bahnhof Ahlen

Der Bahnhof Ahlen (Westfalen) – kurz Ahlen (Westf) – befindet sich in der nordrhein-westfälischen Stadt Ahlen. Er liegt an der elektrifizierten, viergleisigen Hauptstrecke Hamm–Minden, die vom Ruhrgebiet nach Hannover führt. Diese gehörte im 19. Jahrhundert der Köln-Mindener Eisenbahn-Gesellschaft und wird heute von der Deutschen Bahn AG betrieben.

## Geschichte
Der Bahnhof Ahlen wurde am 15. Oktober 1847 im Zuge des Baus der Köln-Mindener Eisenbahn in Betrieb genommen. Das erste Empfangsgebäude aus dem Jahre 1848 wurde während des Ersten Weltkriegs abgerissen, da zu diesem Zeitpunkt die ebenerdig verlaufenden Gleiskörper auf einen Bahndamm gelegt wurden. Das neue Empfangsgebäude, welches bis heute genutzt wird, wurde 1916 eröffnet. Etwa sechs Kilometer in Fahrtrichtung Bielefeld befand sich zudem ab 1891 der Haltepunkt des Ortsteils Vorhelm. Die Betriebsstelle des 1975 eingemeindeten Ortes wurde jedoch 1988 aus Rationalisierungsgründen stillgelegt und 1994 zurückgebaut.

## Heutige Bedeutung
Der Bahnhof ist ein Nahverkehrssystemhalt (Preisklasse 4) im Verbundverkehr des Westfalentarifes. Die Knotenpunkte Bielefeld Hbf und Hamm (Westf) sowie der Regionalknoten Gütersloh Hbf sind über zwei Nahverkehrslinien im Stundentakt angebunden, so dass insgesamt ein Halbstundentakt in beiden Richtungen besteht.
| Linie      | Name/Linienverlauf | Takt   | Betreiber        |
| ---------- | --- | ------ | ---------------- |
| RE 6 (RRX) | Rhein-Weser-Express: Köln/Bonn Flughafen – Köln Hbf – Dormagen – Neuss Hbf – Düsseldorf-Bilk – Düsseldorf Hbf – Düsseldorf Flughafen – Duisburg Hbf – Mülheim (Ruhr) Hbf – Essen Hbf – Wattenscheid – Bochum Hbf – Dortmund Hbf – Kamen – Hamm (Westf) Hbf – Heessen – Ahlen (Westf) – Beckum-Neubeckum – Oelde – Rheda-Wiedenbrück – Gütersloh Hbf – Bielefeld Hbf – Herford – Löhne (Westf) – Bad Oeynhausen – Porta Westfalica – Minden (Westf) Stand: Fahrplanwechsel Dezember 2023 | 60 min | National Express |
| RB 69      | Ems-Börde-Bahn (verkehrt zwischen Münster und Hamm zusammen mit der unter gleichem Namen fahrenden RB 89): Münster (Westf) Hbf – Münster-Hiltrup – Rinkerode – Drensteinfurt – Mersch (Westf) – Bockum-Hövel – Hamm (Westf) Hbf – Heessen – Ahlen (Westf) – Beckum-Neubeckum – Oelde – Rheda-Wiedenbrück – Gütersloh Hbf – Isselhorst-Avenwedde – Bielefeld-Brackwede – Bielefeld Hbf Stand: Fahrplanwechsel Dezember 2021                                                              | 60 min | Eurobahn         |

Gesteuert wird der Bahnhof Ahlen über das Fahrdienstleiter-Stellwerk „Af“, ein Spurplan-Drucktasten-Stellwerk der Bauart SpDrS60.
Im Bahnhof befindet sich ein Reisezentrum, das seit 2007 von einem privaten Reisebüro aus Werl betrieben wird. Die Reisenden finden hier ebenfalls eine Buchhandlung mit Kioskbetrieb und eine Bäckerei. Für den Kauf von Fahrkarten außerhalb der Geschäftszeiten des Reisezentrums stehen Fahrkartenautomaten für den Nah- und Fernverkehr zur Verfügung.
Für die Betriebsaufnahme des Rhein-Ruhr-Express im Vorlaufbetrieb zum Fahrplanwechsel im Dezember 2019 wurde der Bahnhof seit Frühjahr 2019 bis Ende 2021 modernisiert. Der Bahnsteig am Gleis 6 wird für den stufenlosen Einstieg auf 76 Zentimeter erhöht und auf 220 Meter verlängert. Der barrierefreie Zugang wurde mittels einer Rampe sichergestellt, welche den alten Treppenaufgang ablöst. Ebenfalls durch neue Aufzüge ersetzt wurden die bisherigen, defektanfälligen Treppenschrägaufzüge an den Gleisen 1/2 und 3. Alle Bahnsteige werden zudem mit einer neuen Beleuchtung und Beschallung ausgerüstet. Der Bahnhof erhielt außerdem ein neues Wegeleitsystem mit taktilem Leitsystem für Blinde und Sehbehinderte.

## Bahnhofsanbindung
Direkt neben dem Bahnhof befindet sich der „Zentrale Omnibusbahnhof“ (ZOB). Von hier ist das Ahlener Stadtgebiet über Stadtbuslinien erschlossen. Zum Übergang in die Nachbarstädte bestehen Regiobusverbindungen. Betrieben werden die Stadtbusse von der Regionalverkehr Münsterland und der Stadt Ahlen.

## Park and Ride
Hinter dem Bahnhofsgebäude befindet sich ein Parkplatz mit Stellflächen für Park-and-ride sowie Park-and-rail. Am zentralen Omnibusbahnhof sind Fahrradabstellanlagen eingerichtet.